# منتزه كندا
منتزه كندا (بالعبرية: פארק קנדה) وهي حديقة وطنية ثابتة يملكها الصندوق القومي اليهودي في كندا ويقع معظمها في الضفة الغربية. بنيت على بلدة عمواس التي هدمتها إسرائيل عام 1967 وشردت أهلها وزرعت مكانها غابة بأموال المتبرعين اليهود الكنديين، وأطلقت عليها اسمها الحالي.

## معلومات عنها

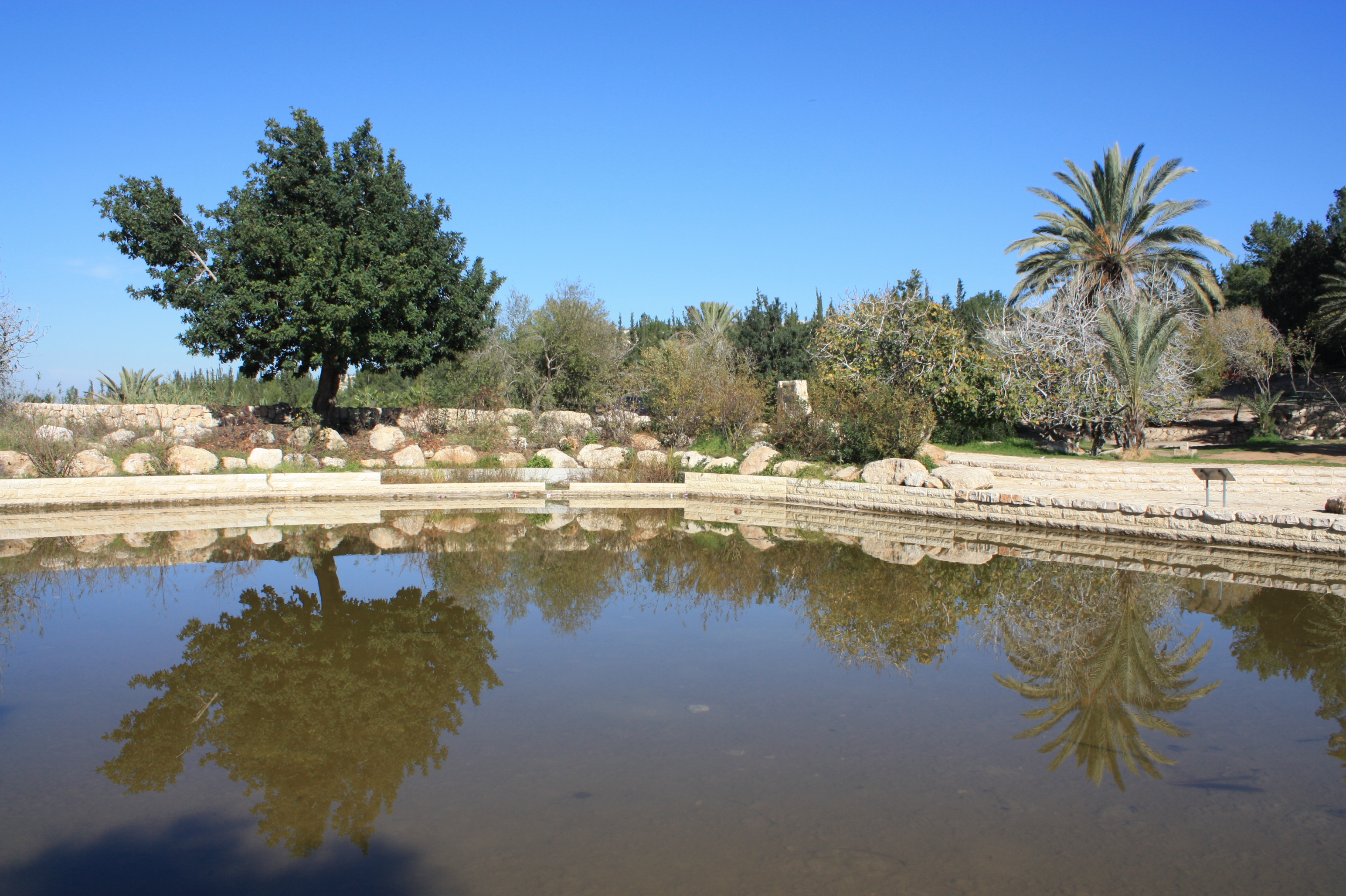

حديقة كندا تغطي مساحة 1275 دونم وفيها العديد من الأشجار منها: الزيتون، الخروب، الرمان، الصنوبر واللوز.وهي أيضا موطن لمجموعة من الحيوانات البرية منها: السحالي والسلاحف والغربان